# Cubells
Cubells è un comune spagnolo di 355 abitanti situato nella comunità autonoma della Catalogna, nella provincia di Lleida.